# Огнен Йованич
Огнен Йованич (на хърватски: Ognjen Jovanić) е хърватски шахматист, гросмайстор.

## Биография
Йованич става гросмайстор през 2007 година.

## Турнирни резултати
- 2001 – Опатия (второ място с резултат 8 точки от 10 възможни)[1]
- 2002 – Кострена (второ място с резултат 8 точки от 11 възможни)[2]
- 2002 – Порец (първо място на „Оупън Порец“ с резултат 5,5 точки от 7 възможни)[3][4]
- 2003 – Пула (първо място след тайбрек на „Пула Оупън“ с резултат 7 точки от 9 възможни)[5]